# Biokovo (wieś)
Biokovo (cyr. Биоково) – wieś w Bośni i Hercegowinie, w Republice Serbskiej, w gminie Foča. W 2013 roku liczyła 177 mieszkańców.